# Bartolomé Esono Asumu
Bartolomé Esono Asumu (geb. 25. Mai 1963) ist ein ehemaliger äquatorialguineischer Mittelstreckenläufer.

## Leben
Bartolomé Esono Asumu wurde am 25. Mai 1963 geboren. Er trat bei den Olympischen Spielen 1984 in Los Angeles an. Im ersten Lauf über 800 Meter schied er im Vorlauf aus.